# NGC 3551
NGC 3551 (другие обозначения — UGC 6203, MCG 4-26-35, ZWG 125.33, NPM1G +22.0319, PGC 33836) — эллиптическая галактика (E) в созвездии Льва. Открыта Льюисом Свифтом в 1883 году.
Профиль поверхностной яркости галактики не удаётся хорошо описать законом Серсика. В центральных частях хорошее описание даёт закон Серсика с индексом n от 4 до 6, но во внешних областях закон сменяется на экспоненциальный. По всей видимости, NGC 3551 находится не в равновесном состоянии.
Этот объект входит в число перечисленных в оригинальной редакции «Нового общего каталога».